# Creixomil (Guimarães)
Creixomil ist eine portugiesische Gemeinde (Freguesia) im Kreis Guimarães. Sie hat9708 Einwohner (Stand 19. April 2021) und eine Fläche von 3,0 km².

## Bauwerke (Auswahl)
- Padrão de D. João
- Capela da Senhora da Luz
- Igreja Paroquial de Creixomil

## Politik
Das Gemeindeparlament der Gemeinde setzt sich wie folgt zusammen:
| Partei                             | Sitze |
| ---------------------------------- | ----- |
| PS                                 | 7     |
| PSD                                | 4     |
| CDU Wahlbündnis aus PCP und Grünen | 1     |
| CDS-PP                             | 1     |

Präsident der Junta de Freguesia ist José da Costa Martins.